# Arctosa keumjeungsana
Arctosa keumjeungsana là một loài nhện trong họ Lycosidae.
Loài này thuộc chi Arctosa. Arctosa keumjeungsana được Kap Yong Paik miêu tả năm 1994.